# Ivan Paskévitx
Ivan Fiódorovitx Paskévitx (rus: Ива́н Фёдорович Паске́вич, - sereníssima altesa príncep de Varsòvia, comte Ivan Fiódorovitx Paskévitx-Erivanski, rus: светлейший князь Варшавский, граф Иван Фёдорович Паскевич-Эриванский,19 de maig [C.J. 8 de maig] de 1782 - 1 de febrer [C.J. 20 de gener] de 1856) fou un militar rus, estadista i diplomàtic.

## Biografia

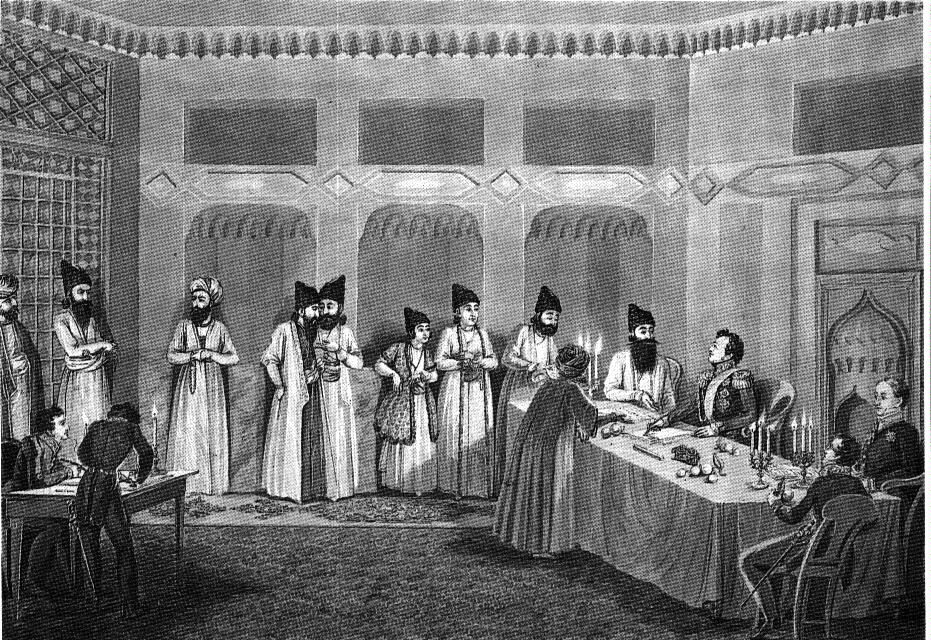
Paskévitx amb Abbas Mirza en la signatura del Tractat de Turkmantxai, 1828.

Ivan Paskévitx va néixer a Poltava el 19 de maig de 1782, a una coneguda família de cosacs zaporoges. Va ser educat al Cos de Patges, on el seu progrés va ser ràpid, i el 1800 fou nomenat tinent de la Guàrdia després d'un brillant examen. Al mateix temps es convertí en ajudant de camp del tsar Pau. El seu primer servei actiu va ser el 1805, en l'exèrcit auxiliar enviat en ajut d'Àustria contra França, quan va participar en la batalla d'Austerlitz el 2 de desembre de 1805, on les tropes austríaques i russes van ser derrotades pels francesos, comandats per Napoleó.
Entre 1807 i 1812, Ivan Paskévitx es va dedicar a les campanyes contra els otomans, i es va distingir per moltes gestes brillants i atrevides, que el van fes ascendir primer a coronel i després a general major quan amb prou feines tenia trenta anys. Durant la guerra amb França el 1812-1814, va estar present, al comandament de la 26a divisió d'infanteria, en tots els combats més importants, i va aconseguir la promoció al rang de tinent general.
Després de l'esclat de la guerra russopersa el 1826 va ser nomenat segon comandant i, a la primavera de l'any següent, va substituir Aleksei Iermólov com a comandant en cap. Sota el seu lideratge, Vagharxapat i el Kanat de Nakhitxevan foren arrabassats als perses. Després que els perses tractessin de recapturar sense èxit Vagharxapat, el tsar va concedir a Paskévitx el títol d'«Erivanski» (Comte d'Erevan), un milió de rubles i una espasa d'or adornada amb diamants i llorers, amb la inscripció "Per la derrota dels perses a Elizavetpol". La guerra russoturca (1828-1829) arribà tot seguit, i va dirigir amb èxit el front oriental o del Caucas. Per això, va ser nomenat mariscal de camp a l'edat de quaranta-set anys. En 1830, va lluitar a la Guerra del Caucas, al territori de l'actual Daguestan. Al mateix temps, va nomenar al clergue musulmà d'alt rang Mir-Fatah-Agha d'Iran com a cap del recentment establert Comitè del Caucas. Paskévitx esperava que amb l'ajuda de la gran consideració de Mir-Fattah a la comunitat musulmana, pogués contribuir de manera molt valuosa a la consolidació del poder rus al Caucas. Tant l'alta estima de Mir-Fatah entre els musulmans com els seus plans ideats per al Caucas, van aconseguir mantenir tot el Caucas estable d'insurreccions musulmanes rebels durant els anys venidors.
Al juny de 1831, després de la mort del mariscal de camp von Diebitsch, comandant de les tropes russes a la Polònia del Congrés, Paskévitx va ser nomenat el seu successor en esclafar l'aixecament polonès. Els seus exèrcits, després del decisiu èxit de Diebitsch a la batalla d'Ostrołęka al maig, avançaren lentament, però Paskévitx feu honor, altre cop, a la seva reputació a la batalla de Varsòvia (1831), on donà un cop mortal a les esperances poloneses de restablir la independència. Va ser nomenat Príncep de Varsòvia (càrrec de nova creació) i se li va atorgar el càrrec de Namestnik del Regne de Polònia. Amb l'autonomia del regne limitada per l'Estatut Orgànic del Regne de Polònia, el període de Paskévitx com a namestnik, conegut a Polònia com a "nit de Paskévitx", es va fer famós per les repressions polítiques i econòmiques, així com per la russificació.
A l'inici de la revolució hongaresa de 1848, va ser nomenat per comandar les tropes russes enviades a ajudar Àustria i, finalment, va obligar a la rendició dels hongaresos a Világos.
El 1854, Paskévitx va prendre el comandament de l'exèrcit del Danubi, que llavors estava involucrant els turcs en l'etapa inicial del conflicte que es convertiria en la guerra de Crimea. Tot i que va assetjar Silistra, Paskévitx va advocar per avortar la campanya a causa de l'amenaça d'Àustria d'intervenir en la guerra. El 9 de juny fou ferit en combat, i es va veure obligat a tornar a Rússia; va lliurar el comandament de l'exèrcit al general Mikhaïl Dmítrievitx Gortxakov. Paskévitx va morir a Varsòvia, on el 1870 es va erigir un monument davant el Palau Koniecpolski. Les seves restes van ser traslladades pel seu fill al mausoleu de la família en els terrenys del Palau de Hòmiel.